# Iver Nielsen Rosenkrantz
Iver Nielsen (Rosenkrantz?) (død før 25. maj 1383) var en dansk adelsmand, ridder og rigsråd. Han tilhørte den uradelige slægt Rosenkrantz, men slægten førte endnu ikke fast familienavn. Hans forældre var ridder Niels Iversen (Rosenkrantz) og Susanne Nielsdatter Gyldenstierne. 
Iver Nielsen nævnes første gang 1343, hvor han i Varberg som rang af væbner beseglede afståelsen af Skåne, Halland og Blekinge til den svenske kong Magnus. I 1355 var han bosat i Århus Stift og var nu ridder. I 1360 var han befalingsmand på Lindholm. I 1362 beseglede han en overenskomst mellem Stig Andersen Hvide og svigerfaderen Claus Limbek. I 1364 medlem af rigsrådet, i hvilken egenskab han sammen med gældkeren Evert Moltke rejste til Hansestæderne for at forhandle stilstand, og året efter medbeseglede Iver Nielsen den endelige fredsaftale. 
Den jyske adel var dog stigende grad utilfredse med kong Valdemar Atterdag. det førte til flere oprør, og således beseglede Iver Nielsen 1368 den jyske adels forbundsaftale med de holstenske grever, hertugen af Mecklenburg og de vendiske stæder vendt mod kong Valdemar. 
Som godsejer Iver Nielsen blandt andet i besiddelse af Hevringholm på Norddjursland, som han besad sammen med de to brødre Jens Nielsen og Erik Nielsen. 1344 fik hans desuden Oustrupgård m.m. i Øster Alling tilskødet af Johannes Laurensen Muly. Fra sin første hustru fik hans gods i Ars og Falkkebjerg Herreder, som han dog pantsatte til kongen. Endelig købte han 1359 Skagemands Ladegård i Malmø. 
Iver Nielsen var gift to gange. 1. gang med Margrethe Clausdatter Limbek. 2. gang 1362 med Tove Ovesdatter Hvide af Bjørnholm. I første ægteskab fødtes to sønner, hvoraf Niels Iversen (død ca. 1412) var en mægtig mand i dansk politik under dronning Margrete 1.
Der findes ikke nogen egentlige beviser på at han var stamfar til slægten.
Den legitimerede Linje: Kogelig stadfæstelse brev af 3. august 1624.  